# Willa di Tuscia
Willa, di Spoleto o di Tuscia, conosciuta anche come Willa di Toscana (Lucca?, prima metà del X secolo – Firenze?, 979), è stata una nobile italiana.

## Origine
Appartenente alla dinastia degli Hucpoldingi, era figlia del futuro duca di Spoleto Bonifacio II e di Waldrada, figlia di Rodolfo I di Borgogna, re di Borgogna Transgiurana e sorella di Rodolfo II re d'Italia e di Borgogna. Bonifacio I di Spoleto, secondo il cronista Liutprando da Cremona, vescovo di Cremona, era figlio del conte nel Bolognese e in Romagna Ubaldo II (partigiano dell'Imperatore Guido II di Spoleto) e della di lui moglie di cui non si conosce il nome ma di cui si è quasi certi sia una figlia di Adalberto I di Toscana.

## Biografia
Willa, nel 945 circa, aveva sposato il marchese di Toscana e duca di Spoleto Uberto, figlio illegittimo del marchese del regno di Provenza e poi Re di Provenza, pur mantenendo il titolo di Marchese e re d'Italia, Ugo d'Arles e di Wandelmoda, che il cronista Liutprando da Cremona, Vescovo di Cremona, definisce nobilissima.
In quello stesso periodo, il padre di Willa, Bonifacio I, subentrò al genero come duca di Spoleto.
Uberto e papa Giovanni XII invitarono Ottone il Grande, re di Germania, ad attraversare le Alpi, farsi incoronare imperatore e impadronirsi del regno d'Italia al posto del re Berengario II, di cui Uberto era vassallo.
Il 13 febbraio 962, suo marito Uberto fu rimosso da margravio di Toscana e dovette fuggire; ma poco dopo, con l'arrivo di Ottone a Lucca, dopo la vittoria di Ottone I su Berengario, Uberto rientrò in possesso del marchesato.
Willa fu la fondatrice del convento di San Ponziano a Lucca, come risulta da un documento dell'Imperatore Ottone III
Dopo essere rimasta vedova, nel 968 circa, Willa si trasferì a Firenze con il figlio Ugo. Quando quest'ultimo divenne marchese di Toscana, la capitale della marca si spostò di fatto da Lucca alla città sull'Arno, dove la marchesa fondò nel 978 il monastero benedettino della Badia Fiorentina.
Di Willa non si conosce l'esatto anno della morte.

## Figli
Willa a Uberto diede due figli:
- Ugo detto Il Grande (verso il 953- 1001), margravio di Toscana;
- Waldrada (ca. 950 - dopo il 976), che sposò Pietro IV Candiano, doge di Venezia.

### Fonti primarie
- (LA)  Monumenta Germaniae Historica, Scriptores, tomus III.
- (LA)  Monumenta Germaniae Historica, Diplomatum Regum et Imperatorum Germaniae, tomus II.

### Letteratura storiografica
- C. W. Previté-Orton, "L'Italia nel X secolo", cap. XXI, vol. II (L'espansione islamica e la nascita dell'Europa feudale) della Storia del Mondo Medievale, 1999, pp. 662–701.